# Rafael Benedito Vives
Rafael Benedito Vives   (València, 3 de setembre de 1885 - 1963), va ser un compositor, pedagog i director espanyol.

## Biografia
Va iniciar els seus estudis musicals a la seva ciutat natal, que després va ampliar al Conservatori de Madrid. Des de la seva joventut va impulsar petites col·lectivitats corals a escoles privades i entre el personal d'algunes empreses industrials, així com una orquestra d'alumnes del Conservatori, per suplir la manca d'una classe de conjunt instrumental que aleshores no existia. Així, el 1915 va crear l'orquestra dAmigos de la Música, composta de seixanta-cinc executants principiants pertanyents a totes les classes socials, amb la qual va celebrar diversos concerts al Conservatori i l'Ateneo de Madrid.
El 1917 va implantar a la capital d'Espanya els concerts matinals, que es van celebrar durant tres temporades consecutives; l'orquestra que va actuar en aquests concerts va rebre el nom del seu fundador. També va crear el 1919 la Massa Coral de Madrid. Al capdavant de les dues entitats va celebrar concerts a tot Espanya, interpretant obres de totes les èpoques i escoles, entre les quals van figurar les nou simfonies de Beethoven, i estrenant un gran nombre de composicions d'autors espanyols. Instrumentacions per a altres compositors.
Per la seva pràctica de la pedagogia musical, va ser requerit per la Junta d'Ampliació d'Estudis per dirigir els de música i cant a diferents centres docents de Madrid.
Entre el 1921 i el 1922, va ser pensionat pel Ministeri d'Instrucció Pública per estudiar pedagogia musical i organització d'orquestres i agrupacions corals a França i Alemanya. En aquest darrer país, va dirigir diversos concerts de música espanyola a Berlín (Orquestra Filharmònica de Berlín), Weisbaden (Orquestra de Kushaus), Frankfurt del Main (Orquestra Simfònica), i Múnic. També va ser delegat especial d'Espanya al Congrés Internacional del Ritme, celebrat a Ginebra, i va participar en un curs pràctic de rítmica, explicat pel professor Émile Jaques-Dalcroze.
Va ser inspector general d'Ensenyaments musicals de l'Ajuntament de Madrid i va exercir missions culturals als cursos per a estrangers, organitzat classes especials de folklore i costums populars a la Junta d'Ampliació d'Estudis, a la Universitat de Madrid i al Conservatori del qual també va ser professor de música i director de cors.